# Piergiorgio De Felice
Piergiorgio De Felice (Padova, 26 settembre 1972) è un ex nuotatore italiano.
Ha nuotato per la Padovanuoto e per il Team Veneto a Padova allenato da Moreno Daga.

## Carriera
È stato uno dei primi nuotatori ad allenarsi da sprinter in Italia ed essere specializzato nella distanza più corta 50 stile libero.
Dal 1994 al 2000 è sempre salito sul podio ai Campionati Italiani assoluti nei 50 stile libero e a dal 1998 anche nei 100 stile libero.
Nel 1997 vince il suo primo titolo italiano assoluto nei 50 stile libero a Milano, e grazie ai meriti sportivi conseguiti, ha vestito la maglia della nazionale a Rio de Janeiro per il 13º Duello Sendas de Natação: sette nuotatori brasiliani, uno contro uno, eliminazione diretta. Nello stesso anno ha partecipato e ottenuto la finale alle Universiadi in Sicilia nei 50 stile libero.
Dal 1998 ha partecipato a numerose tappe della coppa del mondo: Hong Kong, Melbourne, Sheffield, Shanghai, dove arrivò 3° nei 50 stile libero. Nel 2000 si qualificò per i campionati Europei assoluti ad Helsinki per la staffetta 4x100 stile libero. Poco dopo durante il collegiale con la nazionale nel centro federale di Verona, per la preparazione delle Olimpiadi di Sydney, ci fu un'intossicazione alimentare che colpì 5 atleti e un allenatore. Questo episodio per Piergiorgio De Felice fu la fine della carriera, perché non riuscì a rimettersi in forma in breve tempo.